# Bruno David
Pour les articles homonymes, voir David.
 (mars 2018).
Si vous disposez d'ouvrages ou d'articles de référence ou si vous connaissez des sites web de qualité traitant du thème abordé ici, merci de compléter l'article en donnant les références utiles à sa vérifiabilité et en les liant à la section « Notes et références ».
Bruno David, né le 21 septembre 1954 à Lyon, est un naturaliste français spécialisé en paléontologie et en sciences de l’évolution et de la biodiversité, président du Muséum national d'histoire naturelle de 2015 à 2023.

## Biographie
Fils de Louis David, conservateur du Musée Guimet d'histoire naturelle à Lyon, Bruno David fait ses études secondaires au Lycée du Parc, puis suit un cursus en sciences de la Terre à l'université Claude Bernard de cette ville (1972-1977) et soutient une thèse de 3e cycle de paléontologie sur les échinides du Crétacé inférieur des Alpes méridionales (1979), à l'université de Franche-Comté. Il entre comme assistant ingénieur, puis comme chercheur au CNRS en octobre 1981. En 1985, il obtient un doctorat d'état à l'université de Bourgogne sur l'évolution des oursins abordée à partir de faunes fossiles du Crétacé et des faunes benthiques et abyssales actuelles.
En 1991, il est nommé directeur de recherches et prend, en 1995, la direction du laboratoire de Paléontologie du CNRS à Dijon. Il y exerce trois mandats jusqu’en 2006. Il est l'artisan de l'élargissement et du développement de ce laboratoire qui devient « Biogéosciences » (UMR6282 CNRS/Université de Bourgogne) en intégrant une équipe d'écologues, de manière à créer une interface interdisciplinaire entre sciences de la Terre et de la Vie.
Chargé de mission-résident du CNRS pour la Bourgogne et directeur adjoint scientifique de l'Institut écologie et environnement du CNRS (INEE), responsable du programme « investissement d’avenir » (PIA) et de la biodiversité, il a également été vice-président de la Société géologique de France et présidé le Conseil scientifique de l'Institut Français de la Biodiversité (IFB, devenu FRB). Membre du Conseil scientifique du Patrimoine Naturel et de la Biodiversité (MEDDE), il a présidé pendant six ans le Conseil Scientifique du Muséum national d'histoire naturelle. De 2015 à 2023 il est le président du Muséum, succédant dans cette fonction à Gilles Bœuf,, et précédent Gilles Bloch.
Il a piloté l'organisation de manifestations scientifiques dont les plus importantes sont la Réunion des Sciences de la Terre en 2006 (800 participants) et la 8e conférence internationale sur les échinodermes en 1993 (250 participants).

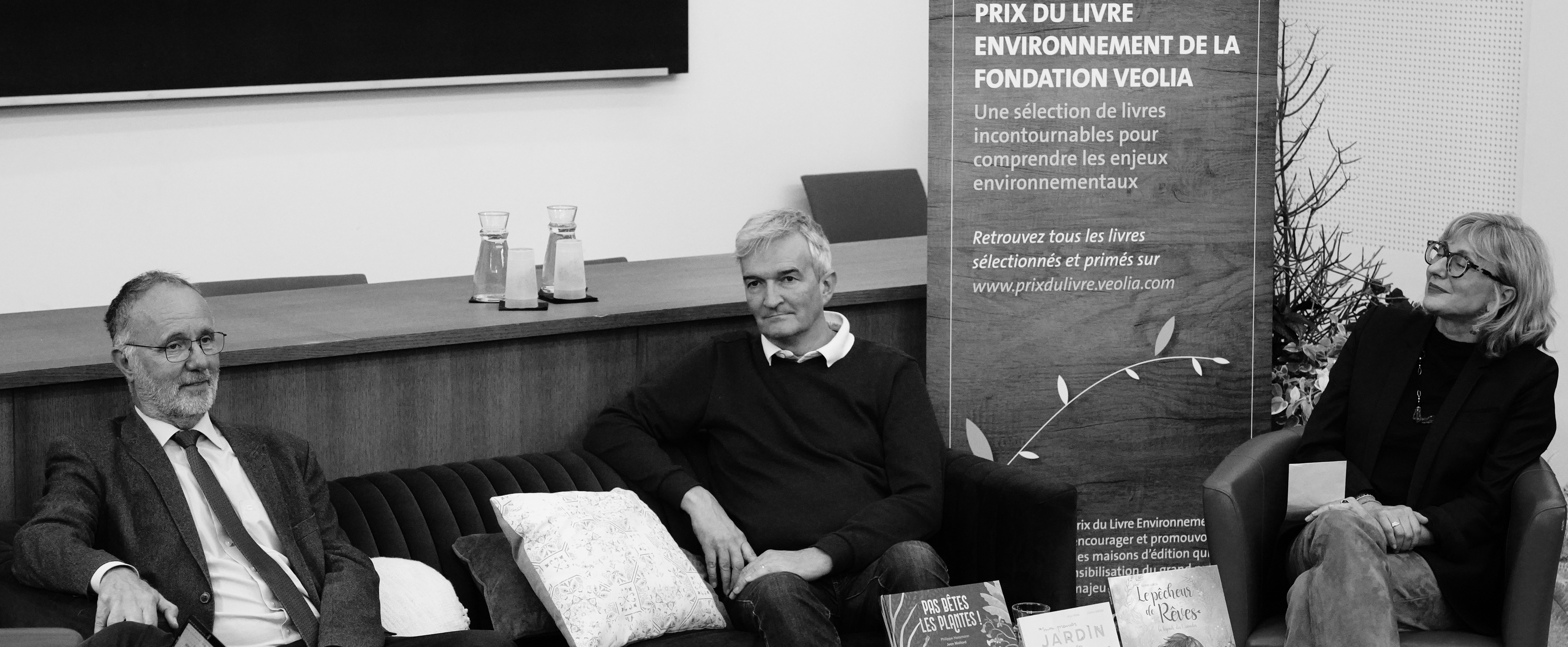
Remettant le Prix du Livre Environnement - Veolia France à Philippe Nessmann lors de la manifestation Le Livre sur la place comme président du jury en 2024.

Très impliqué dans des actions de diffusion en direction du grand public, il a contribué à la mise en place de multiples expositions (« Évolution biologique et humaine », puis « R'évolution » 2001 au musée de Dijon) et a participé à des événements comme les rencontres Science et Citoyens, la Fête de la science, la Nuit des musées, etc. Investi dans la médiation scientifique, il a dirigé en 2014 l’opération « Les chercheurs font rêver les enfants » (accueil d'un groupe d'enfants malades de l'hôpital Robert-Debré dans le laboratoire).
Il a participé en tant qu'auteur, co-réalisateur ou simple acteur à divers films scientifiques (Le Bal des espèces, Des piquants dans la mer, etc.).

## Livres et articles
Bruno David a écrit ou co-écrit plus d’une dizaine d’ouvrages de référence dont les plus connus sont Paléobiosphère (avec Patrick De Wever et D. Néraudeau, éd. Vuibert), Mondes marins : voyage insolite au cœur des océans (avec, entre autres, Catherine Ozouf-Costaz et Marc Troussellier, éd. du Cherche midi), La biodiversité de crise en crise (avec P. De Wever, éd. Albin Michel) et Biodiversité de l’Océan Austral (avec T. Saucède, éd. ISTE). Il a aussi été éditeur de six autres ouvrages scientifiques collectifs auxquels il a participé, et a contribué à l’actualisation de la carte géologique BRGM de Bourgoin-Jallieu et à des ouvrages comme La Biodiversité en environnement marin (ouvrage collectif, éd. Quae) ou encore La Biodiversité à travers des exemples (ouvrage collectif, éd. Service compris).
Parmi les nombreux articles et films documentaires dont il est auteur ou co-auteur, seize sont destinés au grand public et traitent de la biodiversité, de l’évolution et de l’adaptation, y compris celle de l’espèce humaine… à elle-même.

## Œuvres

### Articles, ouvrages et films de médiation grand public
- Une biodiversité extra-terrestre. In L’Éléphant, hors-série d'août 2015, 73-83.
- Hérissons de mer, In Bourgogne Nature Junior, 2014, 4: 67-71.
- Oursin : stabilité et rupture, film de 6 min, dans la série Évolution : des clefs pour comprendre, CNRS – Images, 2009. Réalisation H. Colombani.
- J. de Marchelier et al., Les oursins d’Antarctique, film de 6 min, Mission culture Scientifique, université de Bourgogne, 2007
- avec P. Alibert et P. Neige, Promenade dans un espace des formes. In Pour la Science, Dossier no 44, 2004 : 46-50.
- En collaboration (2001) Conseiller scientifique et participation au film Le bal des espèces de 52 min, réalisé par C. Philibert (production université de Bourgogne, La Cinquième).
- La paléontologie au XXe siècle, In Archeologia, no 370, 2000, Fiches suppléments, 8 p.
- avec W. Carsten, K. Gravelet. T. Chone, B. Laurin et T. Sucède [co-scénaristes], Des piquants dans la mer : l'espèce en question, film de 13 min (production du Centre Audiovisuel de l'université de Bourgogne), 1998.
- avec B. Laurin, Quantifier les ressemblances entre espèces, In La Recherche, no 296, 1997, 82-83.
- avec E. Paul, J. Chaline et F. Gasquez [co-scénaristes], Trans'Tyfipal, base de données numérique en paléontologie, film de 13 min (production du Centre audiovisuel de l'université de Bourgogne), 1997
- En collaboration, Participation à Adam, Roi des singes, film de 52 min, réalisateur J.P. Fargier (production CNRS, université de Bourgogne, Les Films d'ici et La Cinq), 1997.
- avec D. Néraudeau, La symétrie d'ordre cinq des échinodermes, In Revue du Palais de la Découverte, no 23 (no 221), 69-79 (octobre 1994).
- avec B. Laurin, Évolution biologique : la morphologie et les molécules, In Pour la Science (novembre 1993), 14-15.
- avec B. Laurin, Les théories actuelles de l'évolution. In La fabuleuse aventure de la vie, éd. du Reader's Digest, 1997 : 136-137.
- avec B. Laurin et D. Marchand, Les variations de l'espèce. In La grande énigme de l'évolution. Histoire et Archéologie, 73, 1983 : 21-26.
- avec B. Laurin, Les équilibres ponctués. In La grande énigme de l'évolution, Histoire et Archéologie, 73, 1983 : 55-64.
- À l'aube de la 6e extinction : comment habiter la Terre, Grasset, 2021.  (ISBN 978-2-246-82012-3)
- avec G. Lecointre, Le monde vivant, Grasset, 2022.
- Le jour où j'ai compris, Grasset, 2023, 140 p. (ISBN 9782246832904)

### Ouvrages collectifs
- Luc Abbadie, Gilles Boeuf, Allain Bougrain-Dubourg, Claudine Cohen, Bruno David, Philippe Descola, Françoise Gaill, Jean Gayon, Thierry Hoquet, Philippe Janvier, Yvon Le Maho, Guillaume Lecointre, Valérie Masson-Delmotte, Armand de Ricqlès, Philippe Taquet, Stéphanie Thiébault et Frédérique Viard, Manifeste du Muséum : Quel futur sans nature ?, Paris, Reliefs/MNHN, 2017, 80 p. (ISBN 978-2-8565-3811-1, lire en ligne).
- avec Patrick De Wever, La biodiversité de crise en crise, Albin Michel, Paris, 2015, 301 p.

- Prix Léon-de-Rosen 2016 de l'Académie française
- avec C. Ozouf-Costaz et M. Trousselier, Mondes marins : voyage insolite au cœur des océans, éd. du Cherche midi, Paris, 183 p. (directeur de l'ouvrage et co-auteur), 2013.
- avec P. Goulletquer, P. Gros, G. Bœuf, J. Weber et O. Thébaud, Biodiversité en environnement marin, Éditions Quae, 2013, 207 p.
- avec Y. Le Maho et J. Weber, La biodiversité à travers des exemples, services compris, éd. MEDDTL, 2012, 184 p.
- avec P. De Wever et D. Néraudeau, Paléobiosphère : regards croisés des sciences de la vie et de la Terre, éd. Vuibert, Paris, 2010, 796 p.
- avec T. Chone, R. Mooi et C. De Ridder, Antarctic echinoidea. Synopses of the Antarctic benthos, vol. 10, Koeltz Scientific Books, Königstein, 2005, 274 p.
- Carte géologique au 1/50 000 de Bourgoin-Jallieu (en coll.), éd. du BRGM, 1986.

### Éditeur et co-auteur d’ouvrages collectifs
- avec C. De Broyer, P. Koubbi, H. Griffiths, B. Raymond, C. d'Udekem d'Acoz, A. Van De Putte, B. Danis, S. Grant, J. Gutt, C. Held, G. Hosie, F Huettmann, A. Post  et Y. Ropert-Coudert, Biogeographic atlas of the Southern Ocean, 512 p., 800 cartes, 2014
- avec J. P. Féral, Echinoderm Research 2001, In Proceedings of the 6th European Echinoderm Symposium, Balkema, Rotterdam, 2003, 337 p.
- avec A. Guille, M. Roux et J. P. Féral [éds.] , Echinoderms through Time (Echinoderms : Dijon), In Proceedings of the 8th International Echinoderm Conference, Balkema, Rotterdam, 1994, 940 p.
- avec J. L. Dommergues, J. Chaline et B. Laurin [éds.], Ontogenèse et évolution, In Géobios, mémoire spécial no 12, 1989, 380 p.